# Hermandad de Pasión (Huelva)
La Hermandad de La Pasión es una hermandad y cofradía católica de Huelva, Andalucía, España.
Su nombre completo es Real, Ilustre, Venerable y Primitiva Hermandad del Santísimo Sacramento y Cofradía de Nazarenos de Nuestro Padre Jesús de la Pasión, María Santísima del Refugio y San Manuel González. Establecida canónicamente en la Parroquia Mayor de San Pedro realiza su anual estación de penitencia a la Parroquia de la Purísima Concepción de Huelva, en la tarde del martes Santo.

## Historia
La Real, Ilustre, Venerable y Primitiva Hermandad del Santísimo Sacramento y Cofradía de Nazarenos de Nuestro Padre Jesús de la Pasión, María Santísima del Refugio y San Manuel González es consecuencia de la fusión de dos corporaciones, la primera, La Venerable Hermandad del Santísimo Sacramento de la Antigua Iglesia Arciprestal de San Pedro, fundada el 23 de octubre de 1536, siendo la primera y primitiva Hermandad Sacramental de la actual diócesis de Huelva y la Real e Ilustre Hermandad y Cofradía de Nazarenos de Nuestro Padre Jesús de la Pasión, fundada en 1918. La fusión de ambas corporaciones convierte a la actual Hermandad Sacramental de Pasión en la hermandad más antigua de la ciudad.

### Hermandad Sacramental

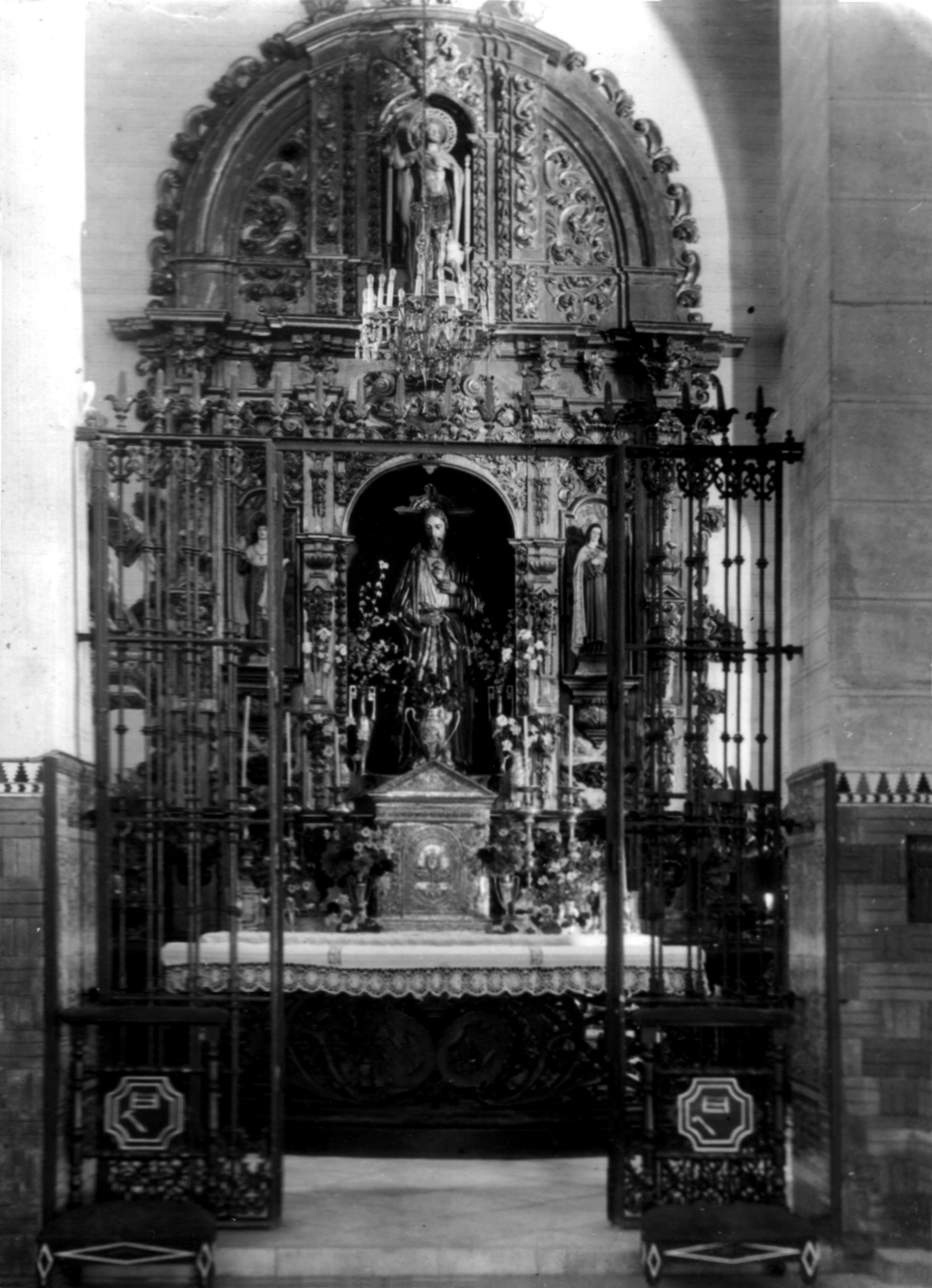
Capilla Sagrario de la Parroquia Mayor de San Pedro

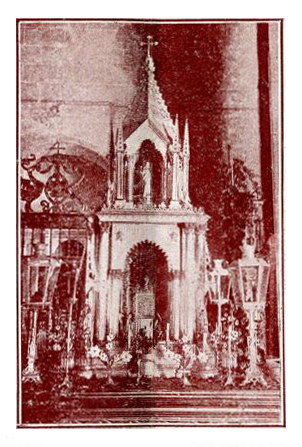
Custodia procesional donada por S.M. la Reina Isabel II en 1861

La Venerable Hermandad del Santísimo Sacramento de San Pedro se caracterizó históricamente por su importancia social dentro de la mentalidad religiosa del Antiguo Régimen. A esta corporación pertenecían los Duques de Medina Sidonia y Condes de Niebla, que tomaban posesión de la Villa en la Arciprestal de San Pedro, así como los sacerdotes de la Villa, de ahí el título de Venerable que ostenta, y gente importante de la misma, como D. Diego de Guzmán y Quesada, Alcalde del Castillo de Huelva o el vicario eclesiástico de Huelva Antonio Jacobo del Barco, sacerdote Ilustrado y beneficiado de la Arciprestal de San Pedro.
La vinculación del Cabildo Municipal Onubense con la corporación Sacramental se debe a sus aportaciones a las celebraciones del Corpus Christi en la Villa, donde la encargada de realizarlos era la Sacramental de San Pedro. La organización de la fiesta del Corpus en Huelva fue llevada a cabo por la Hermandad Sacramental de San Pedro hasta que se crea la diócesis Onubense en 1953, siendo organizada a partir de ese momento por el Cabildo Catedral y saliendo de la Iglesia Conventual de la Merced, donde se ubica el Cabildo.
De entre las custodias procesionales que ha poseído a lo largo de su existencia, destaca la donada por la reina doña Isabel II , el día 18 de abril de 1861. Consta de basamento, de planta cuadrada, decorado con arabescos de estilo ojival y sobre los ángulos hay estatuas. El primer cuerpo es un templete con arcos ojivos, lobulados y columnas robustas, en los ingresos; en los ángulos también hay robustos fustes que llegan hasta la sencilla cornisa, de cuyos ángulos destacan racimos de uvas. En el interior colocan la custodia de manos con sol radiado. El segundo cuerpo contiene, en su interior, la estatua de la Inmaculada, y su exterior se compone de ingresos que rematan en gablete, flanqueados por contrafuertes con caperuza o aguja y delante de ellos hay imaginería; corona este último cuerpo una aguja o chapitel piramidal, y sobre él una cruz. Está inspirada en el estilo ojival. En los ángulos ponen candelabros de brazos, con tulipas de cristal. Es de metal plateado, y costó 6,250 pesetas. Esta custodia procesionó por la ciudad hasta 1930, ya que la II República prohibió este tipo de actos. Durante la Guerra Civil en 1936 fue destruida, pero pudo recuperarse gran parte de los restos.
Voto Asuncionista (domingo 19 de agosto de 1906)
En ese día tuvo lugar el Solemne Voto y Juramento que el Clero, Corporaciones religiosas y fieles de Huelva prestaron de defender el Augusto Misterio de la Asunción de Nuestra Señora en Cuerpo y Alma a los cielos. Con este voto, Huelva se adelantó cuarenta y cuatro años a la proclamación del Dogma Asuncionista, hecha por el papa Pío XII en 1950. Fue un día de mucha alegría para don Manuel González, cuya piedad mariana comenzó en el hogar familiar, consolidándose su amor a la Santísima Virgen en los años que fue seise en la catedral hispalense, y con el paso de los años fue creciendo.
El Solemne Acto Asuncionista se celebró en la Parroquia Mayor de San Pedro. A requerimiento del arcipreste de Huelva, Manuel González García, asistieron a la Mayor de San Pedro los señores curas de la Parroquia de San Pedro y de la Purísima Concepción, Manuel González-Serna y don Pedro Román Clavero; las Diputaciones de las hermandades: Sacramental de la Parroquia de San Pedro; Nuestro Padre Jesús de las Cadenas y María Santísima de los Dolores, establecida en el ex-convento de la Merced; Nuestra Señora del Rocío; Nuestra Señora de la Cinta; Vera Cruz y Soledad de María, establecida en la Parroquia de la Concepción; de la Virgen del Carmen, de San José, Sagrado Corazón de Jesús y Apostolado de la Oración de la Parroquia de San Pedro; Comisiones de las Conferencias de Caballeros de San Vicente de Paúl y del Centro Católico de Obreros; así como numerosos fieles. A las 9 de la mañana del domingo infraoctava de la Asunción de Nuestra Señora dio comienzo la Misa solemne, cantada por don Manuel González-Serna, y predicada por el arcipreste.
Terminado el Credo de la Misa, Manuel leyó desde el púlpito la fórmula del Voto. El arcipreste, clero, hermandades y fieles de Huelva firmemente creemos y sinceramente confesamos: Que la Beatísima, Inmaculada y siempre Virgen María por especial privilegio de Dios Onmipotente, poco después de su muerte -la cual no rehusó sufrir, por condición de la humana naturaleza y para imitar a su Hijo y Señor Nuestro Jesucristo- resucitó y fue llevada al Cielo en cuerpo y alma. Donde coronada de honor y gloria, y exaltada sobre los coros de los Ángeles y sobre todas las criaturas, cual convenía a la que es verdadera Madre de Dios; vestida del Sol de Justicia, según la visión profética del Evangelista San Juan y rodeada de la variedad de dones y carismas con que plugo al Espíritu Santo dotar y enriquecer a su querida Esposa; sentada a la diestra de la Majestad divina, como dignísima Reina del Mundo y Abogada de los pecadores, intercede eficaz e incesantemente por nosotros. (...)  Por tanto: esta verdad católica que nuestros predecesores tuvieron siempre impresa en su corazón y con piadosísimo afecto de devoción la profesaron; nosotros también, con el favor de la divina gracia, la defenderemos con todas nuestras fuerzas, hasta el postrer aliento; y así, solemnemente, lo prometemos, votamos y juramos. Una vez terminada la lectura de tan piadoso documento, fueron prestando juramento, que recibía el celebrante de la Misa, sobre los Santos Evangelios, el señor arcipreste, clero, hermandades, corporaciones y gran número de fieles.
Pero la vinculación de la Hermandad Sacramental de San Pedro con la Cofradía de Pasión es anterior. En 1944 la Cofradía de Pasión es acogida como Hermandad Filial por la Sacramental de San Pedro. En 1951 se fusionan ambas corporaciones, comunicada oficialmente por el Obispado de Huelva al Diario Odiel el 23 de mayo de 1951, confirmándose esta unión, titulándose: “Archicofradía del Santísimo Sacramento y Real e Ilustre Hermandad de Nazarenos de Nuestro Padre Jesús de la Pasión y María Santísima del Refugio”. El mismo diario indica en la trascripción del Decreto obispal que “Esta cofradía única, asume disfrutar de las preeminencias, precedencias y privilegios y cumplirá las obligaciones de todo género de ambas, Sacramental y Pasión y estará sujeta además a unas bases dadas por el vicario de la Diócesis”.
Esta fusión fue derogada con posterioridad, en 1952, por discrepancias entre la Junta de Gobierno y el arcipreste, separándose ambos institutos hasta que en 1987 se produce la fusión definitiva de ambas corporaciones, siendo anunciada por el párroco de San Pedro, Felipe Fernández Caballero momentos antes de la salida procesional de ese año, 14 de abril.

### Hermandad Penitencial

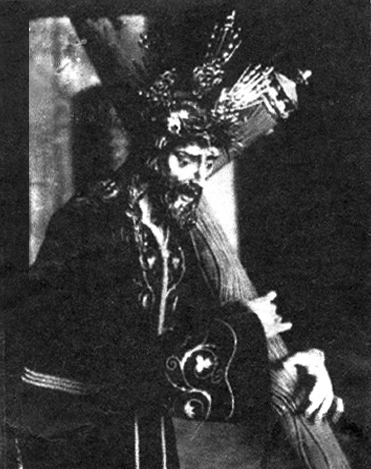
Imagen del Señor de la Pasión anterior a 1936

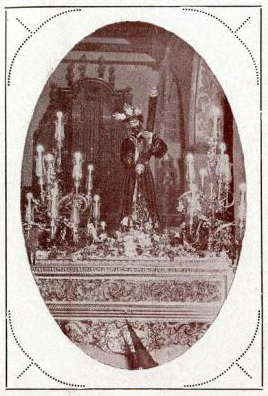
Señor de la Pasión en 1930

Por lo que respecta a la fundación de la Cofradía de Pasión, esta hunde sus raíces en el Culto al Santísimo Sacramento. La primitiva imagen titular, presidía desde muy antiguo la capilla sacramental de San Pedro. Esta imagen de Nazareno itinerante era conocida popularmente como “Señor del Sagrario” y el "Cristo de Huelva", apareciendo esta nomenclatura en testamentos y mandas piadosas desde el siglo XVII.
Las capillas sacramentales de fábricas antiguas son propiedad de las hermandades sacramentales encuadradas en ella, así como los bienes muebles que se acoge dentro de su recinto. Por lo tanto, la imagen de Jesús del Sagrario sería propiedad de la Hermandad Sacramental. No se prodiga mucho que esta iconografía presida altares sacramentales, por lo general suelen mostrarse imágenes de la Inmaculada Concepción o de la Virgen en general, por ser el Primer Sagrario que acogió al divino verbo.
La imagen con posterioridad es trasladada de capilla, en 1906, por Manuel González García, arcipreste de Huelva, fundador de la obra de los Sagrarios Calvarios, muy en consonancia la titulación de esta Congregación con la imagen que presidía la Capilla, un nazareno itinerante que refleja la Pasión de Cristo, para entronizar la imagen del Corazón de Jesús en la Capilla Sacramental.
El Nazareno es entronizado en la Capilla de la Concepción, que posee rejería renacentista de 1535. Esta Capilla es conocida en esos momentos por la de la Victoria, porque en ella se encontraba la Virgen de la Victoria de los Mínimos, que llegó a San Pedro tras la exclaustración de 1835.
A partir de ese momento la imagen será conocida como de Pasión, creciendo la devoción en torno a él, que se materializa en los intentos de fundación de una Hermandad, cuyas primeras noticias son de 1914. En 1916 se sabe que se realizan solemnes cultos en honor de Jesús de la Pasión. Todos estos pasos conllevan a la erección de una Cofradía en 1918.
Se aprueban las primeras Reglas en 1922 por el Cardenal Almaráz. En esta Regla se contemplan en la túnica los colores blanco y morado, colores que son de los Sagrarios Calvarios. No obstante en la misma Regla fundacional se muestra que los colores de la cofradía son el rojo y el morado, plasmándose en la túnica de los cofrades, túnica morada, cíngulo y botonadura granas y capa grana. Este cambio se debe a la naciente vinculación de la Hermandad de penitencia con la Sacramental de San Pedro, cuyo color corporativo es el rojo.
En este período se obtienen los títulos de Real por S.M. D. Alfonso XIII, en 1921, así como aceptar el título de Hermano Mayor Honorario el referido monarca. La Hermandad a lo largo de este período (1918-1936) se consolida. Se piensa realizar un paso de misterio, con la Verónica a los pies de Jesús y una imagen de la Virgen, representando el encuentro en la Calle de la Amargura. También se piensa en ampliar la cofradía con dos pasos, estando en un estado floreciente y en bastante auge. No obstante esta progresión se ve truncada por los sucesos ocurridos en 1936, a causa de los destrozos que sufre la parroquia de San Pedro el 18 de julio, en el que el patrimonio de la Hermandad prácticamente desaparece. 
A partir de 1937 se produce la reorganización de la cofradía. La cofradía a medida que pasan los años se va enriqueciendo tanto en patrimonio como en devoción. En 1941 adquiere la corporación el título de Ilustre al otorgar el Arzobispo de Sevilla D. Pedro Segura y Sáez de Hermano Mayor Honorario. En 1945 se otorga el título de Hermano Mayor Honorario al Ministro de Marina.
Por lo que respecta a los símbolos externos de la cofradía, el escudo corporativo siempre ha sido la Cruz de Jerusalén o del Santo Sepulcro en Gules, timbrada con corona Real y orlada con Toisón de oro. Tras la fusión de 1987 se incorpora la Custodia sobre el todo.

## Representaciones

### Jesús de la Pasión

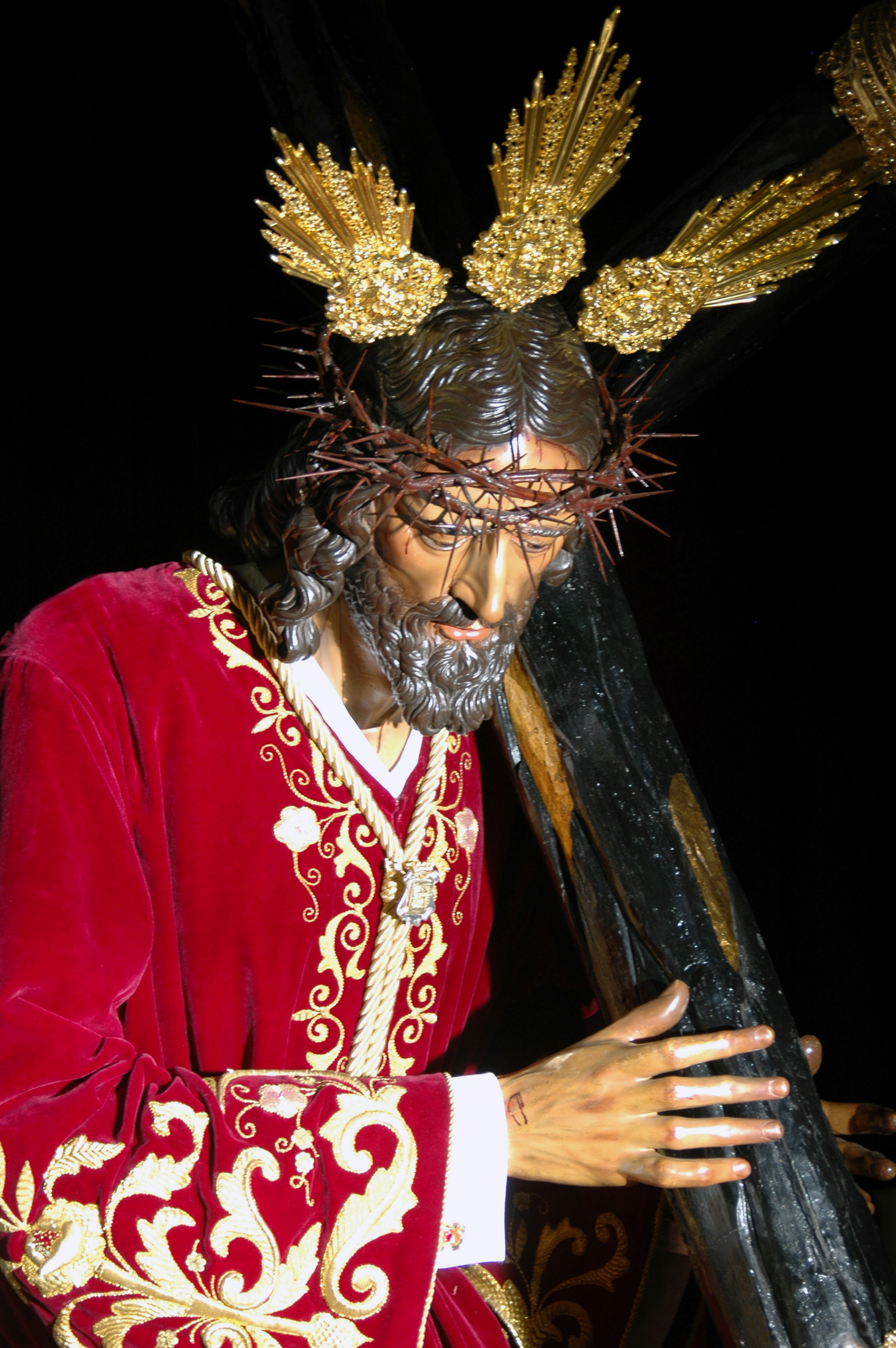
Rostro del Señor de la Pasión, obra de Infante Reina.

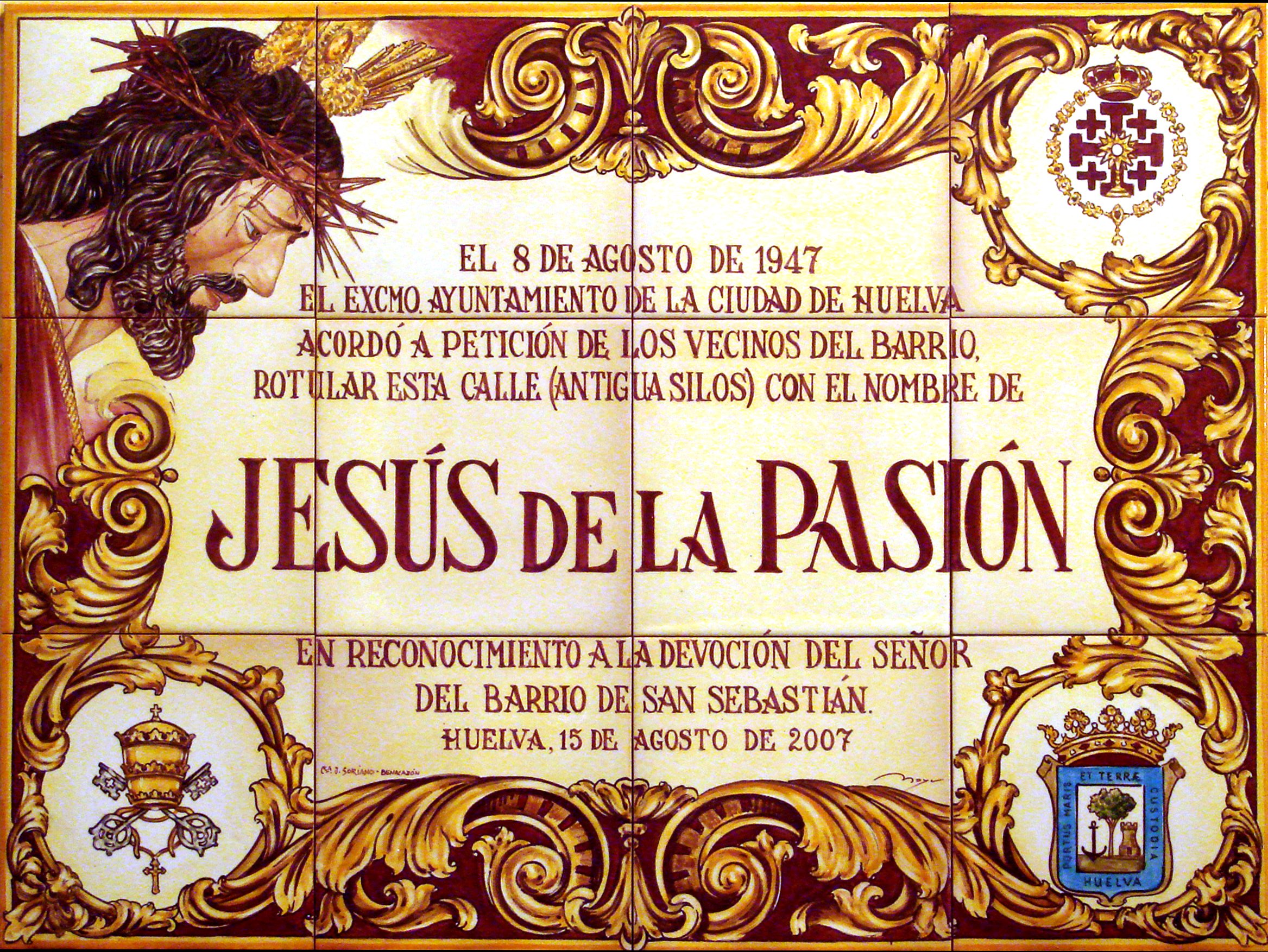
Rótulo calle Jesús de la Pasión en Huelva

Tras los tristes acontecimientos de julio de 1936, la Hermandad de Pasión pierde todo su patrimonio artístico y prácticamente todo el patrimonio documental, y lo que es más importante pierde la Sagrada Imagen de Nuestro Padre Jesús de la Pasión, objeto de la devoción de muchos onubenses y clave del fervor, de la piedad, de la religiosidad y de la Fe de los pasionistas.
El 21 de julio es arrojada la imagen desde el porche quedando completamente destrozada. Un devoto que se acerca observa que la cabeza está prácticamente intacta y cree que es posible su restauración; la cabeza de la imagen es recogida, conservándose hoy en día por los descendientes del Sr. Gallardo.
Pero ante tal cúmulo de desatinos y pérdidas queda el patrimonio humano que con el espíritu ansioso y esperanzado en volver a dar culto al Señor de Pasión y ante la imposibilidad de restauración por los muchos desperfectos de la Imagen – causa por lo que le es negada la salida en 1937 por la Autoridad Eclesiástica – se decide reorganizar la Hermandad y adquirir una nueva imagen.
Un corazón pasionista, que aúna esfuerzo y tenacidad de muchos, enarbola la bandera de su devoción y religiosidad, y con los señores Gallardo Hernández y Hernández Cuervo al frente pone manos a la obra con el objetivo primordial de la reorganización. Son tiempos muy duros los que vive nuestro país y por ende son tiempos muy duros para el comienzo de tan estimable obra. Nada de ello disminuye la férrea voluntad de estos hombres para la puesta en práctica de recursos con el firme propósito de recaudar fondos para realizar tan loable aspiración. Paso a paso, en el sentido literal de la expresión, ya que según se cuenta el Sr. Gallardo, con la ayuda de algún que otro hermano visita casa por casa a hermanos y devotos con el fin de conseguir donativos para la maltrecha economía de la Hermandad, se logra alcanzar el deseo de todos.
El 6 de abril de 1938, la Hermandad adquiere al escultor D. Antonio Infante Reina (por un valor de 2.050 pesetas) la nueva imagen de Nuestro Padre Jesús de la Pasión, sustituyendo a la primitiva debido a los sucesos relatados. Circula entre los hermanos de Pasión la anécdota de que la altura de la nueva imagen (1,82 m.), es la misma altura del Sr. Gallardo en reconocimiento a la dedicación y demostrado cariño a la Hermandad en pro de la reorganización de la misma, llegándose a comentar por sus familiares que le probaban las ropas que se confeccionaban para el Cristo.
La imagen es bendecida solemnemente el Domingo de Ramos 10 de abril de 1938, con la participación de la capilla musical de D. Fernando Ruiz Castañón, realizando la primera salida procesional el Martes Santo 12 de abril de dicho año.
En el frontal del paso procesional y sobre el escudo de la hermandad, un ostensorio porta la reliquia de san Manuel González García, arcipreste de Huelva y párroco de San Pedro desde 1905 a 1916.

### María Santísima del Refugio

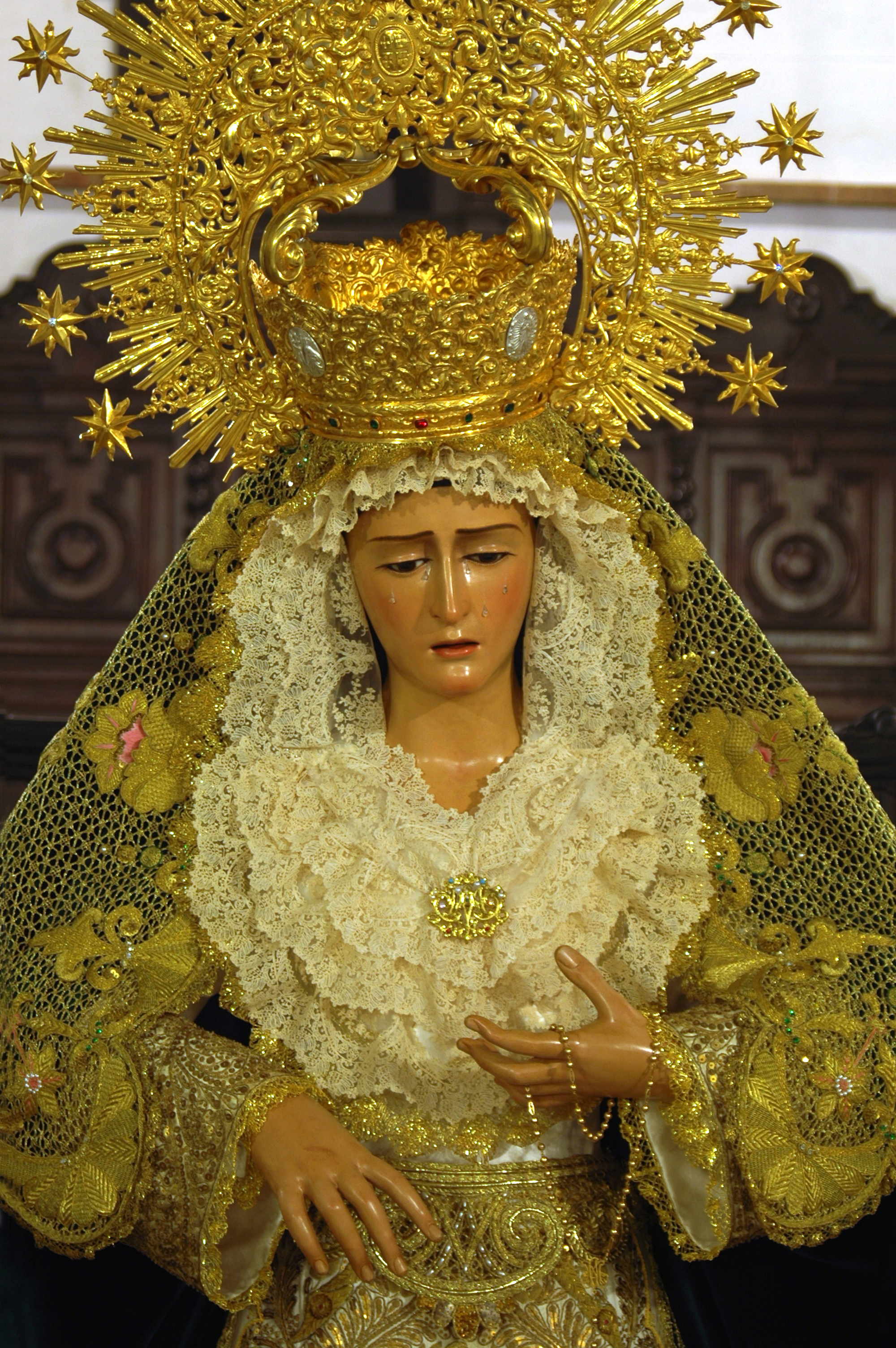
Rostro de María Santísima del Refugio.

Previo a la celebración de la Junta General, en los primeros días de febrero de 1941, una comisión formada por el Hermano Mayor, Primer Teniente Hermano Mayor, Mayordomo y Secretario se desplaza a Sevilla con el propósito firme de la adquisición de la imagen, trasladándose a los talleres del escultor D. Antonio Infante Reina, autor del Señor de Pasión. El Sr. Infante Reina vende a la Hermandad por el precio de 1.200 ptas. una imagen dolorosa que se encuentra en sus talleres, obra del escultor D. José Rivera según consta en el documento de pago.
Se elige como advocación para la nueva imagen la de María Santísima del Refugio, propuesta por D. Diego Díaz Hierro, habiéndose barajado otros posibles nombres como el de Ntra. Sra. del Loreto propuesto por D. Rafael Clares.
La devoción que despertó desde sus inicios queda reflejada en el apodo que se ganó nada más llegar a la ciudad. “La Virgen Bonita”, así la conocía la Huelva de la época antes incluso de ser bendecida. Da cuenta de ellos las páginas del Diario de Huelva del 8 de marzo de 1941, que decían lo siguiente: “Mañana Viernes, antes de dar comienzo los solemnísimos actos del triduo, se bendecirán en la Mayor de San Pedro la preciosa imagen de nuestra señora del refugio, que con el pseudónimo de la virgen Bonita, empieza entre los entusiastas cofrades y devotos a conocerse (…)  es tal la dulcísima expresión de angustia resignada, que en su bellísimo rostro hay un refugio maternal y consolador visible desde el feliz instante de postrarnos ante ella, como si respondiese a su gloriosa advocación”.
La virgen bonita, como así la llamaban en la ciudad, esperaba tras su bendición su primera salida procesional en el martes santo y lo haría en una jornada especial en el que se empieza a recuperar el esplendor de la Semana Santa. La Virgen saldría en su primer palio, particularmente sujeto por 10 varales y exornado con multitud de flores blancas. La imagen vestía manto de terciopelo azul y saya bordada en oro y recorrió las calles de una ciudad en la caída de la tarde del martes santo.
En el mes de febrero de 2009 y tras la restauración llevada a cabo en la imagen de la Virgen del Refugio por D. Francisco Arquillo Torres, esta se expone a la veneración de hermanos y devotos en Solemne Besamanos. En principio se creía obra de su discípulo José Rivera García. No obstante en la restauración de la imagen se constató que la imagen de María era de mayor antigüedad, de finales del siglo XVIII, correspondiendo a las características de la época en materia artística.

## Sede

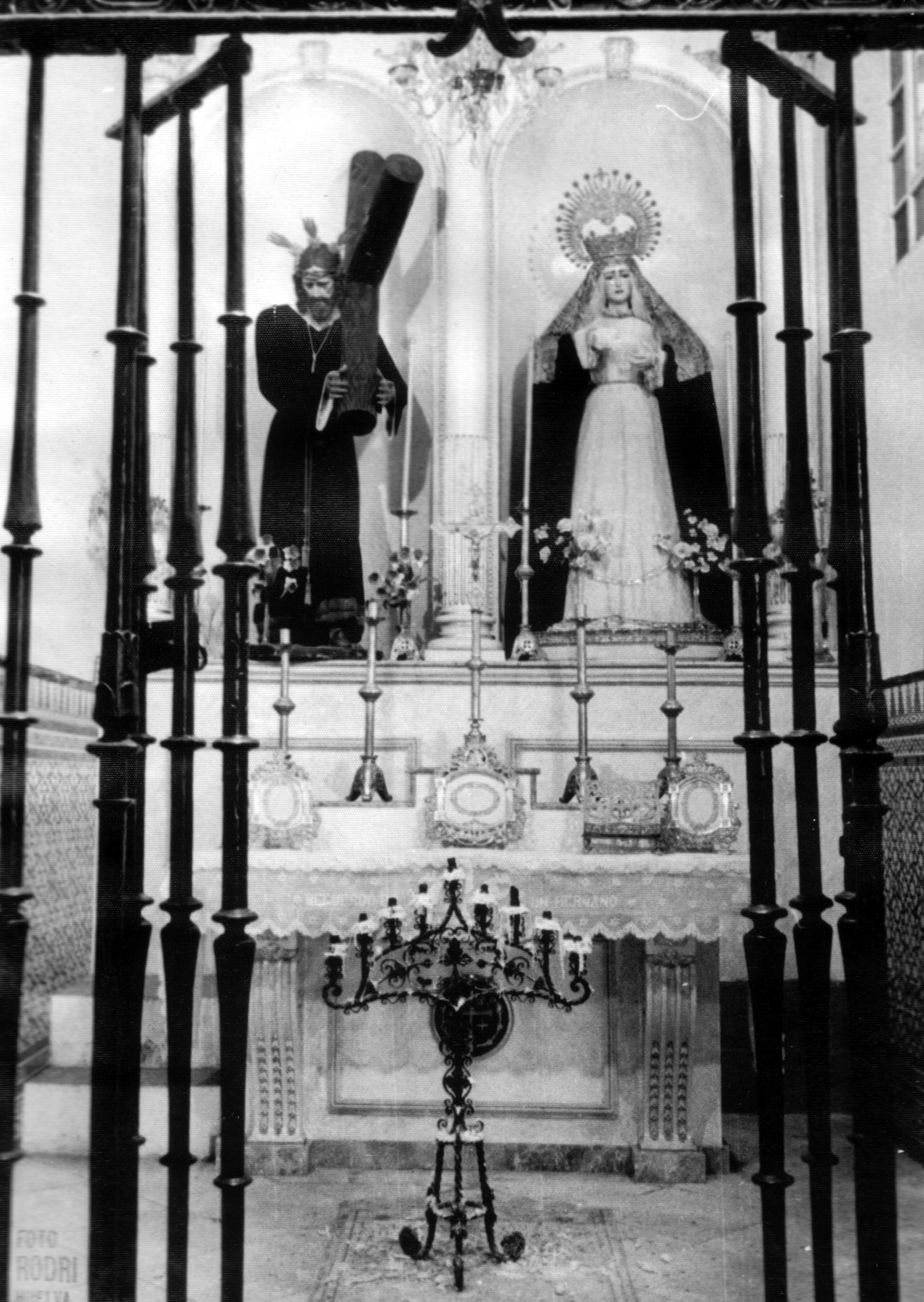
Capilla de la Inmaculada Concepción de la Parroquia Mayor de San Pedro

La Hermandad está erigida canónicamente en la Parroquia Mayor de San Pedro de Huelva, por Decreto de fecha 10 de agosto de 1922. Los titulares reciben culto en la Capilla de la Inmaculada Concepción. La de la Inmaculada Concepción es la única capilla lateral del templo. Es un recinto cubierto por bóveda ochavada sobre trompas de arista. Fue creada por Lázaro Martín en 1583 como capilla funeraria. En el pavimento se conserva una lápida de mármol que hace constar este uso, datada en 1583. La pieza más notable de la capilla es una verja renacentista de hierro forjado, de 1585.

## Medalla

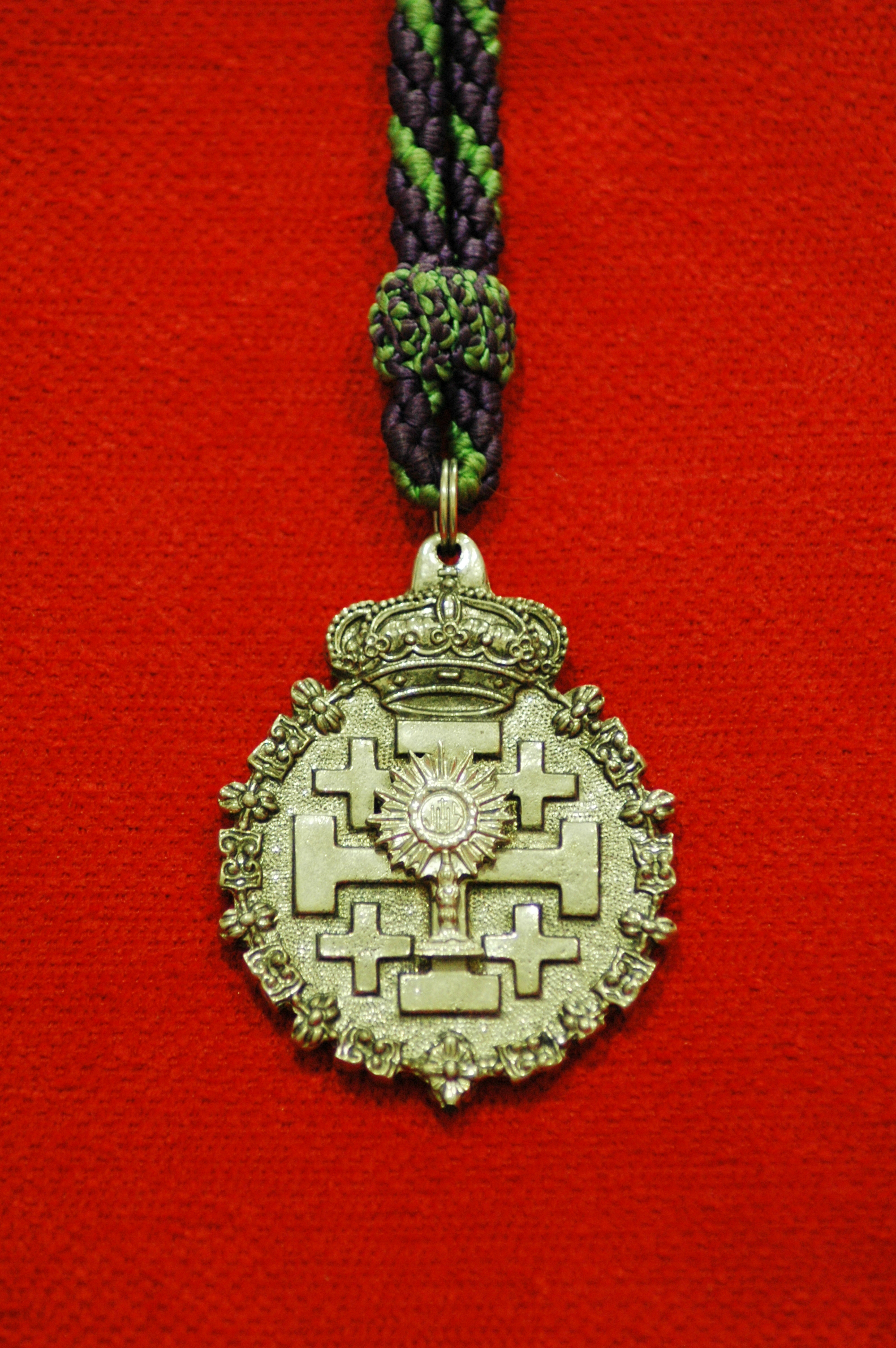
Medalla corporativa

La medalla de la Hermandad la compone sobre metal plateado el escudo de la Hermandad. Cruz del Santo Sepulcro formada por una cruz potenzada, cantonada de cuatro cruces sin potenzar, sumada de custodia con Sagrada forma en el Viril timbrando todo el conjunto la corona real, de cuyos extremos pende el collar de Toisón que lo rodea. Su reverso estará compuesto por dos óvalos, figurando en uno, la imagen de Nuestro Padre Jesús de la Pasión, y en el otro, la de María Santísima del Refugio. La medalla estará asida por un cordón de seda con tres cabos.

## Hábito

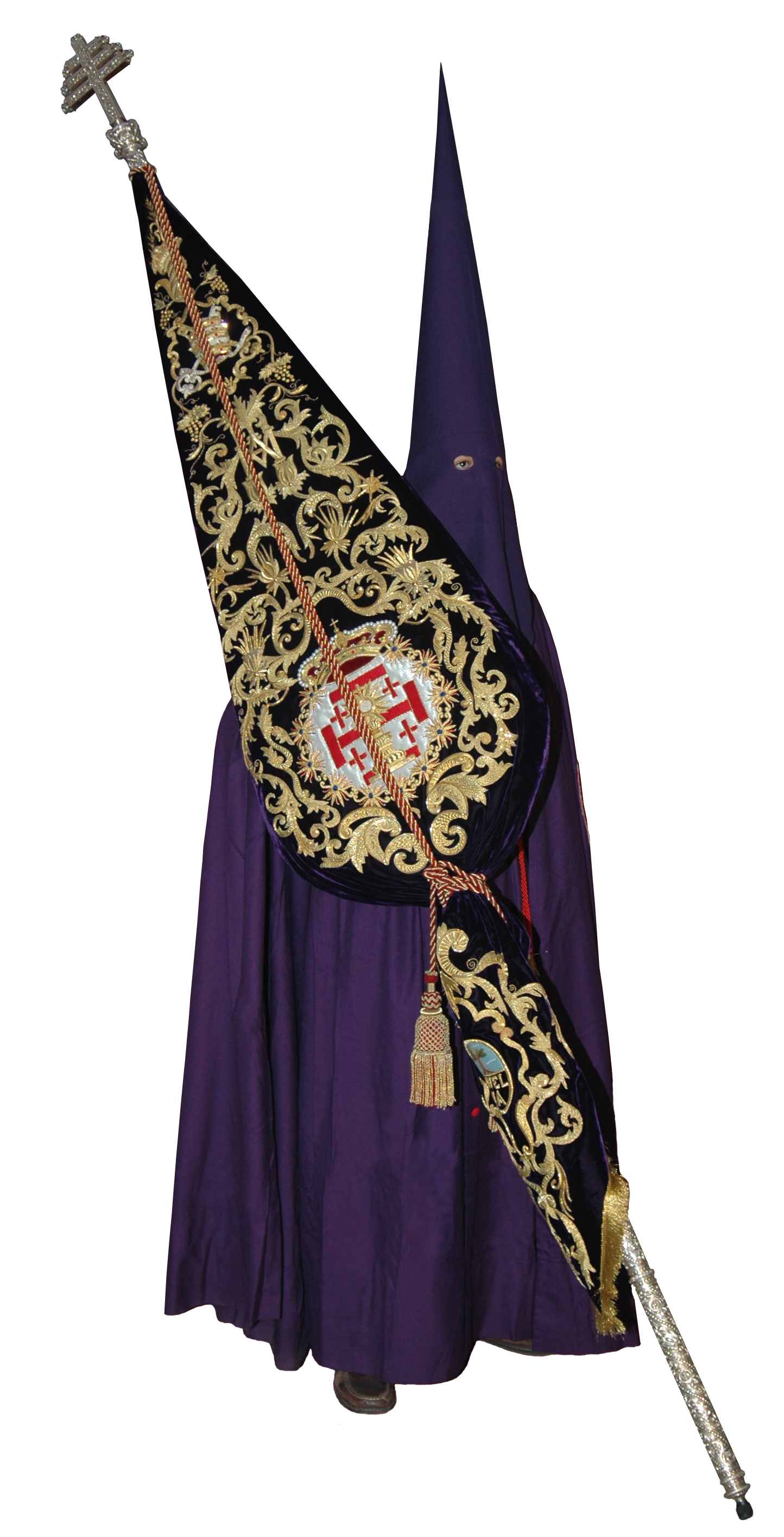
Guion corporativo de la Hermandad.

El hábito estará constituido por túnica en tela de sarga de color morado, con morrión de babero largo y capa, ambos de igual tela y color. La botonadura será en tela de color rojo y cíngulo de igual color formado por tres cordones de seda entrelazados.

## Hermanos Mayores

### Hermandad Sacramental
| 1843                           | 1855                            | 1860                       | 1862                            |
| Francisco de Paula Munis, Pbo. | Francisco González Picón        | José Mª Pinto González     | José Mª de la Corte y Hernández |
| 1866                           | 1867                            | 1870                       | 1871                            |
| José Antonio Ribero            | José Mª de la Corte y Hernández | Juan Nepomuceno Prieto     | Francisco Pérez Márquez         |
| 1873                           | 1874                            | 1875                       | 1876                            |
| Gregorio Coto                  | José Mª de la Corte y Hernández | Enrique Pérez Garzón       | Miguel Vega Heredia             |
| 1878                           | 1881                            | 1894                       | 1890                            |
| Antonio Gómez Jaldón           | Enrique Pérez Garzón            | Manuel de Arcos            | Manuel Oliveira Hierro          |
|                                |                                 |                            | 1909                            |
| Carlos Díaz y Díaz             | Francisco Pérez Márquez         | José García Quintero       | José Joaquín Cano               |
| 1919                           | 1924                            | 1926                       |                                 |
| Antonio García Morales         | Antonio García Morales          | José Pérez Núñez           | José RuiFernández de Toro       |
| 1938                           | 1942                            | 1951                       | 1952                            |
| Alejandro Cano Rincón          | José Joaquín Cano               | José Joaquín Cano          | Rafael de Estrada Cepeda        |
| 1954                           | 1959                            | 1965                       |                                 |
| Rafael de Estrada Cepeda       | Manuel Suárez Cáceres           | Antonio Fernández Contioso |                                 |

### Hermandad Penitencial
| 1918                                    | 1923                       | 1926                     | 1928                       |
| José Hernández Cembrano                 | Domingo Gómez Rey          | Santiago Osorno González | José Gallardo Hernández    |
| 1940                                    | 1941                       | 1947                     | 1952                       |
| Rafael Coello Vallarino                 | Pedro E. García Sandón     | Francisco Arias Usategui | Manuel Zamora Sánchez      |
| 1960                                    | 1967                       | 1972                     | 1978                       |
| Manuel Garrido Quintero                 | José Mora Reyes            | Manuel Garrido Quintero  | Alfonso Garrido Ávila      |
| 1981                                    | 1987                       | 1990                     | 1998                       |
| Manuel Garrido Quintero                 | Antonio Mata Sánchez       | Antonio Díaz Vergel      | Antonio Rodríguez Trigo    |
| 2000                                    | 2002                       | 2006                     | 2014                       |
| Manuel A. Asuero Espín (accidental)     | José M. Badajoz Pérez      | Manuel Palacios Maestre  | Rafael L. Caballero Alonso |
| 2019                                    | 2021                       |                          |                            |
| Juan C. Ramírez González (Pte. Gestora) | Jesús Martín Alejo Delgado |                          |                            |

## Hermanos distinguidos

### Hermanos Mayores Honorarios
S.M. El Rey Alfonso XIII, Antonio Checa Núñez, Francisco Montenegro, Excmo. y Rvdmo. Cardenal Pedro Segura y Sáenz, Rafael Coello Villarino, Ilmo. Sr. Comandante de Marina, Manuel Domínguez Villegas, Excmo. Sr. Ministro de Marina, Excmo. Sr. Capitán General del Departamento Marítimo de Cádiz, Hermano Superior de HH. Maristas de Huelva, Ilmo. Sr. Julio Guzmán López, Rvdmo. Sr. Pedro Cantero Cuadrado, Rvdmo. Sr. José Mª García Lahiguera, Ilmo. Sr. Daniel Regalado Aznar, Rafael Clares Martínez, S.A.R. El Príncipe de España Juan Carlos de Borbón, Plácido García Ruiz, Manuel Garrido Quintero y José Mora Reyes.

### Medallas de Oro de la Hermandad
Manuel Garrido Quintero, José Mora Reyes, Alfonso Garrido Ávila, Antonio Mata Sánchez, Alberto García de Madre, María Stma. de los Dolores (Hdad. de las Cadenas), Manuel Vergel Vázquez, Jerónimo de la Corte Vallés, Antonio Díaz Vergel, Antonio Rodríguez Trigo (a título póstumo) y Ntra. Sra. de la Cinta Coronada (Patrona de Huelva).

### Otras distinciones
Gonzalo Blanco Delgado, Hermano de Honor; Dolores Zarza, Camarista Honoraria de la Virgen; Carolina Samaniego, Camarista Honoraria del Señor; Flechas Navales, Hermanos Gratuitos; Santiago Cumbreño Zarza, Tte. Hno. Mayor Honorario; Manuel de la Corte Gutiérrez, Tte. Hno. Mayor Honorario; Manuel Garrido Garrido, Tte. Hno. Mayor Honorario; Francisco Sedano Arfe, Tte. Hno. Mayor Honorario; Guillermo Bravo Suárez, Tte. Hno. Mayor Honorario; Baltasar de la Rosa Gómez, Tte. Hno. Mayor Honorario; José Hernández Lozano, Tte. Hno. Mayor Honorario; Francisco Valladar, Tte. Hno. Mayor Honorario; Andrés Buisán Checa, Tte. Hno. Mayor Honorario; Antonio Ruiz-Granado y Sánchez, Tte. Hno. Mayor Honorario; Alejandro Glez. Canales, Tte. Hno. Mayor Honorario; Manuel Cárabe, Tte. Hno. Mayor Honorario; Gregorio C. Romero, (Director diario Odiel), Tte. Hno. Mayor Honorario; Junta Directiva Tertulia “Litri”, Hermano de Honor; Francisco Sousa Hernández, Tte. Hno. Mayor Honorario; Antonio Martínez Carmona, Tte. Hno. Mayor Honorario; Joaquín González Barba, Tte. Hno. Mayor Honorario; Antonio Gómez Gálvez, Tte. Hno. Mayor Honorario; Juan I. Gálvez Cañero, Tte. Hno. Mayor Honorario; Cándido Colorado, Tte. Hno. Mayor Honorario; Antonio Rodríguez Aguilar, Tte. Hno. Mayor Honorario; Mercedes Gallego, Camarista Honoraria de la Virgen; Colegio Colón H.H. Maristas, Hermano Honorario; Emilia Rivero de Summers, Camarista de Honor de la Virgen; Joaquín González Barba, Tte. Hno. Mayor Honorario; Ramón Ferreira, Director Espiritual Honorario; Mercedes Sánchez, Camarista de Honor; Julia Cuadrado, Camarista de Honor; Real Club Recreativo de Huelva, Hermano de Honor; Antonio López Torres, Tte. Hno. Mayor Honorario; Rvdo. D.Antonio Bueno Montes, Hno. de Honor; Diego Figueroa Poyato, Hno. de Honor; Rvdo. D. Luis Pardo Gil, Hno. de Honor; Ángeles Gil, Camarista Honoraria de la Virgen; Manuel Suárez Cáceres, Director Espiritual Honorario;  Enrique López Márquez, Tte. Hno. Mayor Honorario; Rafael Corona Martín, Tte. Hno. Mayor Honorario; Francisco González Rodríguez, Tte. Hno. Mayor Honorario; Rosario Ávila Macías, Camarista Honoraria Perpetua; Jenaro Hernández Cuervo, Directivo Honorario; Nicolás Toscano Garrido, Directivo Honorario; Juan G. Fuentes de Blas, Directivo Honorario; Ignacio Martín Hermoso, Directivo Honorario; Manuel Rasco López, Directivo Honorario; Francisco Arias Usategui, Directivo Honorario; Enrique López Márquez, Directivo Honorario; José Ramón Álvarez, Hermano de Honor; José Gallego Sánchez, Hermano de Honor; Evaristo Martín Sardiñas, Tte. Hno Mayor Honorario; Banda de la Cruz Roja, Hermano Honorario; Jenaro Hernández Cuervo, Hermano Ilustre; Francisco Arias Usategui, Hermano Ilustre; Rafael Clares Martínez, Hermano Ilustre; Manuel Garrido Quintero, Hermano Ilustre; José Mora Reyes, Hermano Ilustre; Francisco M. Castilla Barragán, Hermano Honorario; Vicente Morales Trillo, Mayordomo Honorario; Reverendas Madres Agustinas, Hermanas Honoríficas; Hermandad de Ntra. Sra. de la Cinta Coronada, Hermana Honoraria y Manuel Bazán Llarena, Hermano de Honor.

## Insignias representativas en el cortejo procesional
- Banderin de San Manuel González García.

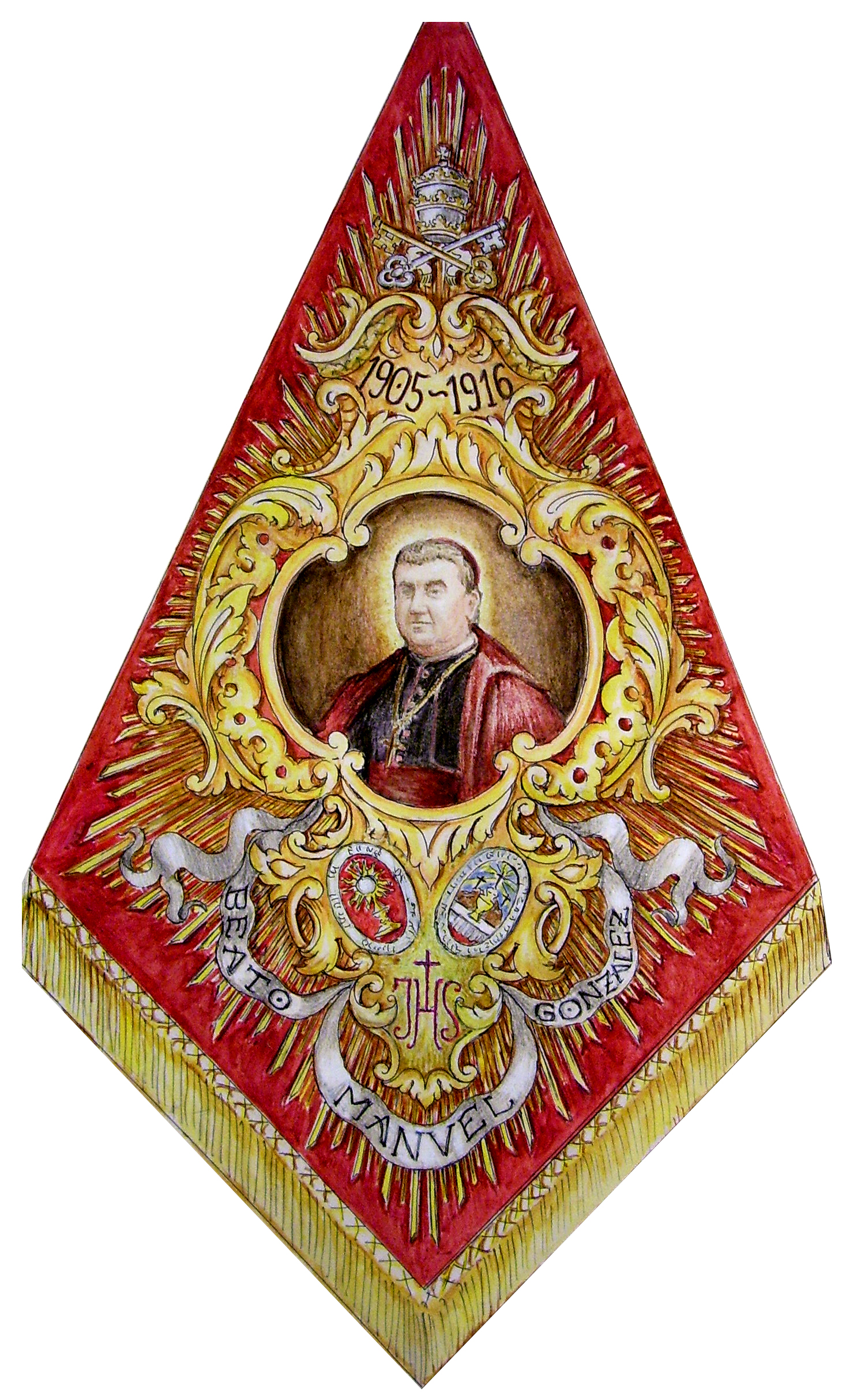
Banderin de San Manuel González en el cortejo procesional de la Hermandad.

Con ocasión del 475 aniversario de la Sacramental de San Pedro, en la Semana Santa de 2012, se incorpora en el cortejo procesional del paso de Cristo.
Bajo diseño de Javier Sanchéz de los Reyes, la insignia es realizada en el taller de bordados de Genoveva Rodríguez (Albaida del Aljarafe), con pintura del beato realizada por Encarnación Hurtado Molina (Utrera). El asta y las varas de acompañamiento están realizadas por el taller de Orfebrería Triana.

## Fechas significativas
- 23 de octubre de 1536	Aprobación Reglas de la Hdad. Sacramental.
- 15 de enero de 1843 Reorganización Hermandad Sacramental.
- 20 de marzo de 1878 Aprobación reglas reconociendo derechos de la Hermandad.
- 4 de marzo de 1910 Nace en la Parroquia Mayor de San Pedro la "Obra de los Sagrarios-Calvarios".
- 7 de abril de 1918 Fundación de la Hermandad de Pasión.
- 21 de abril de 1918 Constitución de la Primera Junta Directiva.
- 15 de abril de 1919 Primera Salida Procesional.
- 27 de diciembre de 1921 D. Alfonso XIII, Hno. Mayor Honorario.
- 11 de abril de 1922 Nuevo paso para Jesús de la Pasión.
- 10 de agosto de 1922 Aprobación Primeros Estatutos.
- 21 de julio de 1936 Destrucción de la Imagen de Jesús de la Pasión.
- 10 de abril de 1938 Bendición nueva imagen de Jesús de la Pasión.
- 12 de abril de 1938 Primera Salida Procesional de la nueva imagen.
- 7 de marzo de 1941 Bendición de la imagen de Mª Stma. del Refugio.
- 8 de abril de 1941 Primera Salida Procesional de la Virgen.
- 1942 La Hermandad de Pasión “Agregada a la Sacramental”.
- 1944 Pasión designada “Filial de la Sacramental”.
- Cuaresma de 1946 Se celebra por primera vez Solemne Quinario.
- 15 de agosto de 1947	Inauguración del azulejo de N. P. Jesús de la Pasión en calle Silos.[13]
- Abril de 1951	Fusión Hermandades Sacramental y Pasión.
- 15 de agosto de 1951 Inauguración y bendición del azulejo de M. S. del Refugio en calle Garci-Díaz.
- 14 de marzo de 1954 Llegada a la ciudad del Primer Obispo, D. Pedro Cantero.
- 27 de marzo de 1956 Estreno del dorado del paso y de la túnica bordada del Señor de Pasión.
- 7 de abril de 1968 Cincuentenario de la Fundación de la Hermandad de Pasión.[14]
- 8 de diciembre de 1977 Inauguración primera Casa Hermandad (calle Daoiz, 16).
- 12 de marzo de 1978 Primer Pregón de Pasión.
- 21 de marzo de 1978 Primera cuadrilla de hermanos costaleros en el paso de Cristo.
- 10 de abril de 1979 Primera cuadrilla de hermanos costaleros en el paso de Virgen.
- 13 de abril de 1979 Estación de Penitencia en la Madrugada del Viernes Santo.
- 27 de marzo de 1981 El Señor de Pasión preside el Vía+Crucis oficial de la Semana Santa de Huelva.
- 2 de abril de 1985 Estreno del manto de salida de la Virgen del Refugio, bordado por un grupo de hermanas.
- 14 de abril de 1987 Aprobación de la fusión con la Hermandad Sacramental de San Pedro.
- Adviento de 1987 Edición del primer boletín de la Hermandad.
- 10 de abril de 1988 Cincuenta aniversario bendición imagen de N.P. Jesús de la Pasión.
- 12,13 y 14 de agosto de 1988 Primer Triduo a la Virgen del Refugio.
- 21 de marzo de 1989 Primera Estación de Penitencia ante el Santísimo en la Parroquia de la Concepción.
- 17 de febrero de 1991 Bendición Casa Hermandad adquirida en calle La Fuente, 17.
- 8 de julio de 1991 Traslado de las imágenes de la Hermandad a la S.I. Catedral por obras en San Pedro.
- 27 de octubre de 1991	Regreso de las Imágenes a su Sede Canónica de San Pedro.
- Marzo de 1993	Septenario con motivo del LXXV aniversario de la fundación.
- 20 de mayo de 1993 Bendición del nuevo azulejo de la Virgen del Refugio en la calle Jesús de la Pasión.
- 29 de abril de 2001 Beatificación de Manuel González García.
- Mayo de 2003 Traslado de las imágenes, por obras en San Pedro, a la Iglesia de las Agustinas.
- 14 de enero de 2005 Regreso de las imágenes a su sede canónica de San Pedro.
- 23 de enero de 2009 Concesión de la Medalla de Huelva a N. P. Jesús de la Pasión.
- 13 de agosto de 2009	Bendición del azulejo del Señor de Pasión en el Santuario de la Cinta e Imposición de la Medalla de Oro de la Hermandad a la Virgen Chiquita.
- 26 de septiembre de 2009 Imposición de la Medalla y procesión extraordinaria de N.P. Jesús de la Pasión.[15]
- 7 de abril de 2018 Centenario de la fundación de la Hermandad de Pasión.

## Enlaces vídeos
- Documental "Jesús de la Pasión, historia de la devoción-1.
- Documental "Jesús de la Pasión, historia de la devoción-2.
- Actos Medalla de la ciudad 2009.
- Resumen entrega Medalla de la ciudad 2009.
- Procesión extraordinaria 26 de septiembre de 2009-1.
- Procesión extraordinaria 26 de septiembre de 2009-2.
- Procesión extraordinaria 26 de septiembre de 2009-3.

- Datos: Q85834236